# 皆川衆
皆川 衆（みながわ しゅう、1951年10月8日 -）は、兵庫県神戸市出身の俳優。

## 出演

### 映画
- オン・ザ・ロード（1982年） - 交通課A
- 痴漢は最高!（1983年）
- 看護女子寮 いじわるな指（1985年） - 三原忠夫
- 春の鐘（1985年） - 磯田英治
- エキサイティング・エロ 熱い肌（1986年） - 父
- ブルー・エクスタシー ザ・過激（1986年） - 貴史
- ベッド・イン（1986年） - 新聞の拡販員
- 小林ひとみの令嬢物語（1987年） - 中年男
- 箱の中の女2（1988年） - 坂口幸司
- 死線を越えて 賀川豊彦物語（1988年） - 伊藤悌次
- 公園通りの猫たち（1989年） - 獣医
- あげまん（1990年） - 男子行員
- 乙女物語 あぶないシックスティーン（1990年） - 鈴木
- 3-4X10月（1990年） - タンクローリー運転手
- 三たびの海峡（1995年） - 炭鉱事務所の事務員
- したくて、したくて、たまらない、女。（1995年） - 昌三
- ぬるぬる燗燗（1996年） - がってん和尚
- 借王1（1997年）− スリ
- 卓球温泉（1998年） - 又兵
- 宿 YADO 月夜野村山姥伝説（2002年） - 旦那

### テレビドラマ
NHK
- 連続テレビ小説
  - おしん（1984年）
  - 君の名は（1991年）
- 銀河テレビ小説 まんが道（1986年） - 鈴木記者

日本テレビ
- 俺はおまわり君（1981年）
- 火曜サスペンス劇場
  - 思い出さないで!!（1981年）
  - 松本清張スペシャル・一年半待て（1984年）
  - 過去からの声（1988年）
  - 刑事・鬼貫八郎4（1994年）
  - 警視庁鑑識班4（1997年）
  - ふたり（1999年）
- 太陽にほえろ!
  - 第602話「誰かが私を狙ってる」（1984年）
  - 第704話「未亡人は十八才」（1986年）
- 千羽鶴幻想（1984年）
- 誇りの報酬 第21話「護送車が襲われた」（1986年） - 吉村
- お茶の間（1993年）

TBS
- 下町の空（1981年）
- 鞍馬天狗（1981年）
- ガラスの知恵の輪（1982年）
- ザ・サスペンス 共犯の女たち（1984年）
- 生きて行く私（1984年）
- 水曜ドラマスペシャル 子連れ刑事（1985年）
- 親子ゲーム（1986年）
- ドラマ23（1988年）
  - 不倫の恋日記
  - 殺したい女・II
- 代議士の妻たちII（1989年）
- チープ・ラブ（1999年）

フジテレビ
- 熱帯夜（1983年）
- 男の家庭科（1985年）
- 桃尻娘（1986年）
- 月曜ドラマランド
  - 透明少女（1986年）
  - 探偵桃がたり（1986年）
  - ないしょのハーフムーン（1987年） - 松本マネージャー
- 愛の嵐（1986年）- 山崎
- 夏の嵐（1989年）
- 奇妙な出来事（1989年）
- あいつがトラブル（1990年）
- 炎の旅路（1990年）
- 世にも奇妙な物語
  - 猿の手様（1990年）
  - 佐藤、求む（1991年）
  - 常識酒場（1992年） - 司会
- 女と男が愛する時（1990年）
- 殺意の囁き（1990年）
- 骨の証言（1990年）
- 金曜エンタテインメント 女優 夏木みどりシリーズ4（1992年）
- ラスト・フレンド（1993年）
- チャンス!（1993年）
- 素晴らしきかな人生（1993年）
- Trap-TV（1993年）
- 走れ公務員!（1998年）
- カバチタレ!（2001年）

テレビ朝日
- 走れ!熱血刑事 （1980年）
- ザ・ハングマン
  - ザ・ハングマン 燃える事件簿 第7話「亡者を呼ぶ金相場」（1980年）
  - ザ・ハングマン 第51話「死人たちは二度死なない」（1981年）
  - ザ・ハングマンII 第18話「さらわれた女子大生 救出トンビ作戦」（1982年）
  - 新ハングマン
    - 第9話「連続射殺魔を騙した女結婚サギ師」（1983年） - 津田
    - 第25話「女カメラマンを狙う謎の被写体」（1984年）

  - ザ・ハングマン4
    - 第3話「若い身体から内臓が奪われる!」（1984年）
    - 第25話「痛快ダブルハンギング!! さようなら ありがたや節」（1985年）
- 土曜ワイド劇場
  - 横溝正史の真珠郎（1983年）
  - 家政婦は見た!2（1984年）
  - 悪女志願（1986年）
  - ママ母 VS ママ娘、家出令嬢の課外授業（1986年）
  - 熱海芸者連続殺人事件! 未亡人探偵（1992年）
  - 松本清張スペシャル・鉢植を買う女（1993年）
  - ダイエット三姉妹の旅情事件簿（1997年）
  - 特急車掌 永瀬はるかの事件簿（1999年）
  - 松本清張没後10年記念企画・黒の奔流（2002年） - 弁護士
- 特捜最前線（1983年）
- 私鉄沿線97分署
  - 第27話「親の仇だ! リメンバー!!」（1985年）
  - 第77話「ママさん刑事はヤリガイの女王!?」（1986年）
- 女ふたり捜査官（1986年）
- 七人の女弁護士（1991年）
- 法医学教室の事件ファイル（1992年）
- 月曜ドラマ・イン
  - 青春の影（1994年）
  - 月下の棋士（2000年）
- 風の刑事・東京発!（1995年）
- はみだし刑事情熱系 PART1（1996年）
- 君の手がささやいている 第2章（1998年）
- 恋愛中毒（2000年）